# Erdélyi–török háború (1612–13)
Az erdélyi–török háború (1612–13) az Erdélyi Fejedelemség és az Oszmán Birodalom közt tört ki. Utóbbi mellett az Erdély elleni hadjáratban Havasalföld és a Krími Tatár Kánság is részt vett csapataival, valamint az erdélyi szászok is fellázadtak. Hivatalosan a Habsburg Birodalom is bekapcsolódott a háborúba, de tényleges segítség a török ellen nem érkezett Bécstől.
1608-ban Báthory Gábor maga mellé állítva a hajdúkat szerezte meg a fejedelmi széket, amit a török is elismert, de az ifjú fejedelem augusztusban szövetségre lépett II. Mátyás Habsburg uralkodóval (akkor még herceg).
Báthory uralkodása öt éve alatt zavaros kül- és belpolitikájával maga ellen fordította az összes erdélyi rendet, a román fejedelmeket és végül a törököt is. Először az addig Erdély szövetségesének számító moldvai vajdát úgy kezelte akárha a vazallusa lenne. Botrányos viszonyokba keveredett szinte minden társadalmi rétegből való nőkkel, az államügyek intézése helyett pedig kíséretével járta az országot és a városi polgárság vagyonát kisajátította, amit egyszerűen elherdált.
A régi erdélyi nemesség azért is szembefordult vele, mert hatalmas birtokadományokkal és nagy tisztségekkel jutalmazott új nemeseket, köztük Bethlen Gábort is. A katolikusok jogait egyre inkább korlátozta, akárcsak a szászokét. Egyáltalán nem volt meglepő, hogy ebben a feszült légkörben szerveződött meg a Kendi-Kornis összeesküvés, amelynek következtében Báthory kivégeztette Kornis Boldizsár székely főkapitányt, míg Kendi István Magyarországra menekült, ahol szervezkedni kezdett a fejedelem ellen. Báthory azt tervezte, hogy a szomszédos államokból nagy államszövetséget hoz létre, ezért 1610-ben megtámadta Havasalföldet, de a porta megfékezte hódítását. Mátyás is ellene fordult és ő is az elmozdítására törekedett, mert korábban Báthory ellene akart indítani háborút.
IX. Radu Șerban bosszúból, amiért elvette tőle a fejedelmi címet (a török ezt azonban visszaadta) szövetségre lépett a szászokkal, akik fellázadtak a fejedelem ellen. 1611-ben Șerban kozák és havasalföldi seregek élén betört Erdélybe és egyesült Kendi István lengyel és magyar katonákból álló hadával. Júliusban a brassói csatában az egyesült magyar-kozák-szász-havasalföldi-lengyel sereg szétverte Báthory erdélyi seregét és beszorította őt Nagyszebenbe. Csatlakozott az ostromhoz Forgách Zsigmond felső-magyarországi főkapitány és Nagy András hajdúkapitány. Az ostromló idegen sereget a török felmentő hadak elkergették ugyan, de a Porta ezentúl már nem állt Báthory mellett.
A szász és magyar rendek egyértelműen a fejedelem megbuktatása mellett döntöttek. A török Ghiczy András mellé állt, aki a fejedelemségért cserébe kész volt Jenő és Lippa várakat átengedni. Ghiczy kisebb török csapatok élén 1612 májusában indította meg a háborút Báthory ellen, de ez a próbálkozás vereséggel végződött, mert ez a csekély katonai támogatás túl kevésnek bizonyult. Báthory ekkor kivégezte Nagy Andrást is, aki Ghiczyvel összehangoltan egy merényletet tervezett ellene.
Báthory októberben leverte a szászok lázadását, serege megsemmisítő vereséget mért a felkelőkre, akik már lényegében 1610 óta folytatták harcukat. Novemberben szövetségre lépett a Habsburgokkal. 1613 tavaszán megállapodást is kötöttek. A törökök már nyíltan a fejedelem ellen hangolódtak és Bethlen Gábort szándékozták Erdély uralkodójává tenni. Eleinte Báthory bízott abban, hogy elkerülheti a fegyveres harcot a szultánnal, de a török követek hamis ígéretekkel áltatták.
1613 szeptemberében hatalmas török, tatár és havasalföldi csapatok hatoltak be az országba, akik ellen Báthory az osztrákoktól kért segítséget. Közben utóvédharcokba bocsátkozva Váradon állomásozott, ahol az osztrák erősítéseket kívánta bevárni.
Az oszmán sereg előtt Kolozsvár megnyitotta kapuit, itt I. Ahmed szultán parancsára országgyűlés ült össze október 22-én és a következő nap Bethlent fejedelemmé választották. Báthory kész volt Váradot a töröknek átadni, ha meghagyja hatalmában, ám 27-én felbérelt hajdúkapitányok meggyilkolták.
Bethlen fejedelemségét 1614. augusztus 14-én erősítette meg a Porta. A Habsburg Birodalom az 1615. évi bécsi egyezményben megerősítette a zsitvatoroki békét és Bethlennel megkötötte a nagyszombati békeegyezményt.